# Kościół Świętych Apostołów Piotra i Pawła w Chobieni
Kościół Świętych Apostołów Piotra i Pawła – rzymskokatolicki kościół parafialny należący do dekanatu Ścinawa diecezji legnickiej.

## Architektura
Obecna świątynia została wzniesiona w stylu gotyckim w 1 połowie XVI wieku, przebudowano ją w XVIII wieku i odrestaurowano w XIX wieku. Jest to budowla orientowana, murowana, oskarpowana, jednonawowa, posiadająca wieżę od strony zachodniej oraz pięciokątnie zakończone prezbiterium. Wnętrze nakryte jest sklepieniami kolebkowymi z lunetami.

## Wyposażenie
Znajduje się w nim chrzcielnica z 1587 roku, dwa nagrobki z XVI i XVII wieku a także ołtarz w stylu klasycystycznym i ambona wykonane na początku XIX wieku.